# Guido Santin
Guido Santin   (Cavallino-Treporti, 1 de gener de 1911 - Cavallino-Treporti, 1 d'agost de 2008) fou un remer italià que va competir durant la dècada de 1930.
El 1936 va prendre part en els Jocs Olímpics de Berlín, on guanyà la medalla de plata en la prova del dos amb timoner del programa de rem. Formà equip amb Almiro Bergamo i Luciano Negrini.
En el seu palmarès també destaquen tres medalles al Campionat d'Europa de rem, dues d'or (1935 i 1938) i una de plata (1937), sempre en la prova del dos amb timoner.